# Велицький повіт
Велицький повіт (пол. powiat wielicki) — один з 19 земських повітів Малопольського воєводства Польщі.
Утворений 1 січня 1999 року в результаті адміністративної реформи.

## Загальні дані
Повіт знаходиться у центральній частині воєводства.
Адміністративний центр — місто Величка.
Станом на 1.01.2008 населення становить 107 305 осіб, площа 410,78 км².

## Демографія
Демографічні дані повіту станом на 31 grudnia.2007:
|       | Всього  | Всього | Жінки  | Жінки | Чоловіки | Чоловіки |
| ----- | ------- | ------ | ------ | ----- | -------- | -------- |
|       | осіб    | %      | осіб   | %     | осіб     | %        |
| Повіт | 107 305 | 100    | 55 090 | 51,3  | 52 215   | 48,7     |
| Міста | 28 195  | 100    | 14 737 | 52,3  | 13 458   | 47,7     |
| Села  | 79 110  | 100    | 40 353 | 51,0  | 38 757   | 49,0     |